# Фискальные марки Родезии

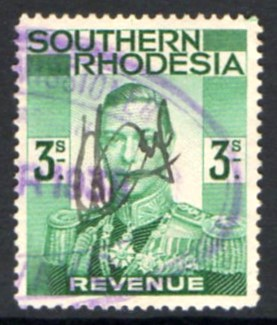
Фискальная марка Южной Родезии 1937 г.

Фиска́льные ма́рки Роде́зии — выпускавшиеся в Родезии, ныне разделённой между Замбией и Зимбабве, фискальные марки, которые предназначены для оплаты различных государственных сборов, налогов, пошлин. Родезия впервые выпустила фискальные марки в 1890 году, при этом Зимбабве продолжает выпуск фискальных марок по сей день.

## «Бритиш Саут Африка Компани»
Компания «Бритиш Саут Африка Компани» выпускала фискальные марки для использования на всей территории Родезии с 1890 года по 1909 год. Первый выпуск состоял из марок четырёх номиналов от 1 до 10 фунтов стерлингов с изображением герба компании. Они были выпущены в виде почтовых марок, но из-за высоких номиналов не были востребованы для почтового обращения, поэтому многие считают их исключительно фискальными марками. В 1896 году на некоторых из этих марок были сделаны надпечатки новых номиналов от 50 до 200 фунтов стерлингов. Они чрезвычайно редки, так как были напечатаны в небольшом количестве. Позднее, в 1896 году, были выпущены марки нового квадратного рисунка, по прежнему с изображением герба, но с более богато украшенной рамкой. В 1898 году этот выпуск был заменён марками с рисунком, похожим на рисунок первоначального выпуска 1890 года, но с некоторыми отличиями в рамке марок. В составе этой серии вышла марка вишнево-красного цвета номиналом 100 фунтов стерлингов, которая является очень редкой: известно о существовании всего шести экземпляров этой марки. Примерно в 1907 году на некоторых из этих марок была сделана надпечатка англ. «REVENUE» (Гербовый сбор), чтобы исключить их из почтового обращения, а в 1909 году на марках номиналом от 1 до 5 фунтов стерлингов была сделана надпечатка слова англ. «RHODESIA» (Родезия) после одобрения компанией такого обращения выпускаемых ею марок. Эти марки оставались в обращении до 1920-х годов.
Примерно в 1905 году была выпущена серия акцизных марок для уплаты акциза на сигареты, которые являются редкими, так как обычно их разрывали при распечатывании сигаретной упаковки.

## Южная Родезия

Почтовые и гербовые марки Южной Родезии, использованные в фискальных целях на чеке в 1940 г.

Южная Родезия стала отдельной колонией в 1923 году, и в 1924 году были выпущены её первые фискальные выпуски с изображением Георга V в военной форме. В 1930 году их заменил новый выпуск с изображением пожилого Георга V. После его смерти, в 1937 году была выпущена серия с изображением нового монарха Георга VI. В серии были марки девяти номиналов от 3 шиллингов до 50 фунтов стерлингов. Самой раритетной является марка номиналом 7 шиллингов чёрного цвета, поскольку она была изъята из обращения вскоре после выпуска, и действительно побывавшие в обращении марки сейчас могут стоить более 3 тысяч фунтов стерлингов. В 1954 году была выпущена большая серия с изображением герба номиналами от 1 пенни до 50 фунтов стерлингов. В 1930-х годах для уплаты акцизов на сигареты использовались акцизные марки-бандероли. Примерно с 1937 года по 1940-е годы на различных почтовых марках резиновым штампом наносилась надпись англ. «EXCISE» или «E» (Акциз) для тех же целей. В период с 1961 года по 1964 год выпускались различные марки для уплаты подоходного налога с физических лиц с надписью «Personal Tax». Они выпускались с различными типами просечек, зубцовок и их сочетаний.
Южная Родезия вошла в состав Федерации Родезии и Ньясаленда и использовала её фискальные марки с 1953 года по 1963 год.

## Родезия
После одностороннего провозглашения независимости Родезии в ноябре 1965 года страна обрела независимость и годом позже выпустила первые фискальные марки. На марках был использован рисунок выпуска Южной Родезии 1954 года, но с другими надписями. Одна из марок номиналом 6 пенсов красно-чёрная — очень редкая, несмотря на то, что она представляет один из наиболее распространённых тарифов, поскольку это был гербовый сбор для чеков. Её редкость, вероятно, объясняется тем, что вместо неё продолжали использоваться старые запасы фискальных марок Южной Родезии. В 1970 году серия была перевыпущена с номиналом в родезийских долларах. В 1980 году, непосредственно перед переименованием страны в Зимбабве, на марках были сделаны некоторые провизорные надпечатки.

## Зимбабве

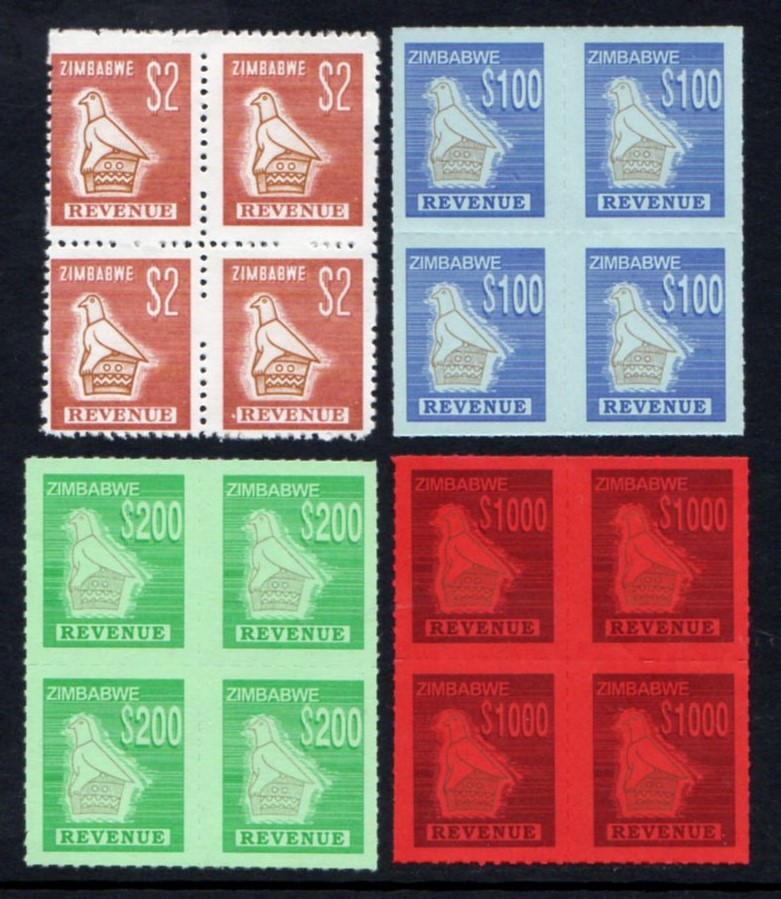
Современные фискальные марки Зимбабве в кварт-блоках

В 1980 году, после окончания гражданской войны, Родезия была переименована в Зимбабве. Первоначально в обращении оставались родезийские фискальные марки, а название было зачёркнуто от руки чернилами, но в 1981 году были выпущены марки нового рисунка с изображением птицы Зимбабве. Примерно с 2000 года марки с зубцами были изъяты из обращения и заменены марками с просечкой на цветной бумаге. Из-за инфляции их номинал достигает 200 000 долларов.

## Северная Родезия
Северная Родезия стала отдельным протекторатом в 1924 году, и годом позже были выпущены первые фискальные марки номиналом от 2 до 50 фунтов стерлингов. На них был изображен Георг V и местный пейзаж с жирафами, слонами и другими дикими животными. Они использовались до 1950-х годов. Для фискальных операций с более низкими номиналами использовались почтовые марки. В 1953 году на почтовых марках с изображением Елизаветы II была сделана надпечатка крупной литеры «R», указывающей на фискальное обращение. Примерно два года спустя марка с рисунком выпуска Георга V 1925 года была перевыпущена с портретом королевы, на этот раз номиналом от 1 пенни до 50 фунтов стерлингов.
В 1930-х годах также выпускались различные акцизные марки для уплаты акциза на сигареты, а около 1962 года была выпущена марка гербового сбора страхования занятости с изображением герба.
Северная Родезия вошла в состав Федерации Родезии и Ньясаленда и использовала её фискальные марки с 1953 года по 1963 год.

## Замбия
После распада Федерации Родезии и Ньясаленда в 1963 году Северная Родезия обрела независимость под названием Замбия в 1964 году. В 1964 году вышли первые фискальные марки Замбии с изображением герба страны. В 1968 году марки этого рисунка были перевыпущены с номиналами в замбийских квачах.